# Cosmoscarta abdominalis
Cosmoscarta abdominalis is een halfvleugelig insect uit de familie schuimcicaden (Cercopidae). De wetenschappelijke naam van deze soort is voor het eerst geldig gepubliceerd in 1798 door Donovan.